# Уштипцы
Уштипцы (серб. uštipci, от глагола uštinuti, «щипать») — кулинарное изделие из жареного теста, наподобие пончиков. Популярны в Боснии и Герцеговине, Хорватии, Северной Македонии, Сербии, особенно в Воеводине, районе Срем, и Словении, где они известны как мишке (miške). В Боснии и Герцеговине их иногда называют пексимети (peksimeti).

## Описание
Уштипцы похожи на фритуле (fritule) — хорватскую праздничную выпечку, которую готовят специально к Рождеству. А также на балканские пончики с начинкой крофне (krofne, от немецкого Krapfen), но они не обязательно должны быть сладкими.
Могут быть сладкими и солеными, с джемом, каймаком или сыром, выполняя таким образом роль основного продукта для завтрака, десерта или даже основного блюда. В них также могут быть другие ингредиенты, чаще всего это яблоко, тыква, но возможны даже мясо и сыр. Уштипцы едят с чаем или кофе, а также в качестве десерта. Часто их также посыпают сверху сахарной пудрой, чтобы сделать их более эстетичными. Они могут хорошо сочетаться с джемом, Nutella и Eurocrem.
Уштипцами в Сербии также называют небольшие котлеты, фаршированные сыром или брынзой, и беконом.